# 新喀里多尼亚三趾鹑
新喀里多尼亚三趾鹑（学名：Turnix novaecaledoniae）是新喀里多尼亚特有及极危的一种三趾鹑，它们曾被认为是彩三趾鹑（Turnix varius）的一个亚种。

## 分布及栖息地
新喀里多尼亚三趾鹑是新喀里多尼亚岛的特有种，已知它们分布在岛屿西海岸的草地，可能在岛屿北部亦有分布。

## 历史
新喀里多尼亚三趾鹑共有两具标本。其中于1889年被Ogilvie-Grant描述的模式标本收藏于大英博物馆，而另一具标本则由Sarasin在1911年采集于Koné。在岛屿西部的Mé Auré洞和Pindai洞穴群中有发现它们的化石。

## 现状
自1911年以来，新喀里多尼亚三趾鹑已有一个世纪未被见到。1944年-1945年间，曾有当地居民报告它们有在岛屿北部的波亚与Pam之间的草地区域出现，但对这些报告的解释均因彩三趾鹑曾数次自澳大利亚被引入到新喀里多尼亚而遭到阻碍。自20世纪早期以来开展的调查和实地考察均没有记录到新喀里多尼亚三趾鹑，故它们可能已经因为集约式农业、城市化、放牧和火灾导致的栖息地破坏和退化以及狩猎和外来捕食者造成的影响而绝灭。但基于以往调查并不全面且仍有极少数个体生存的可能性，国际自然保护联盟将其列为极危。